# Petrovsko-Razumovskaja
Petrovsko-Razumovskaja (ryska: Петровско-Разумовская) är en tunnelbanestation på Serpuchovsko–Timirjazevskaja-linjen och Ljublinsko–Dmitrovskaja-linjen i Moskvas tunnelbana. För Ljublinsko–Dmitrovskaja-linjen är detta den norra slutstationen, linjen förlängdes hit i september 2016. Linjen kommer att förlängas ytterligare under 2017.
Stationen invigdes den 1 mars 1991 som en del i den stora norra utvidgningen av Serpuchovsko–Timirjazevskaja-linjen.